# Olby
Olby ist eine französische Gemeinde mit 862 Einwohnern (Stand: 1. Januar 2022) im Département Puy-de-Dôme in der Region Auvergne-Rhône-Alpes (vor 2016 Auvergne). Olby gehört zum Arrondissement Issoire und zum Kanton Orcines (bis 2015 Rochefort-Montagne). 

## Geographie
Olby liegt etwa fünfzehn Kilometer westsüdwestlich von Clermont-Ferrand. Umgeben wird Olby von den Nachbargemeinden Mazaye im Norden, Ceyssat im Osten und Nordosten, Nébouzat im Südosten, Saint-Bonnet-près-Orcival im Süden, Saint-Pierre-Roche im Westen und Südwesten sowie Gelles im Westen und Nordwesten.

## Bevölkerung
| Jahr                       | 1962 | 1968 | 1975 | 1982 | 1990 | 1999 | 2006 | 2013 |
| Einwohner                  | 492  | 444  | 444  | 417  | 485  | 521  | 647  | 749  |
| Quellen: Cassini und INSEE |      |      |      |      |      |      |      |      |

## Sehenswürdigkeiten
- neoromanische Kirche Saint-Pierre aus dem Jahre 1896

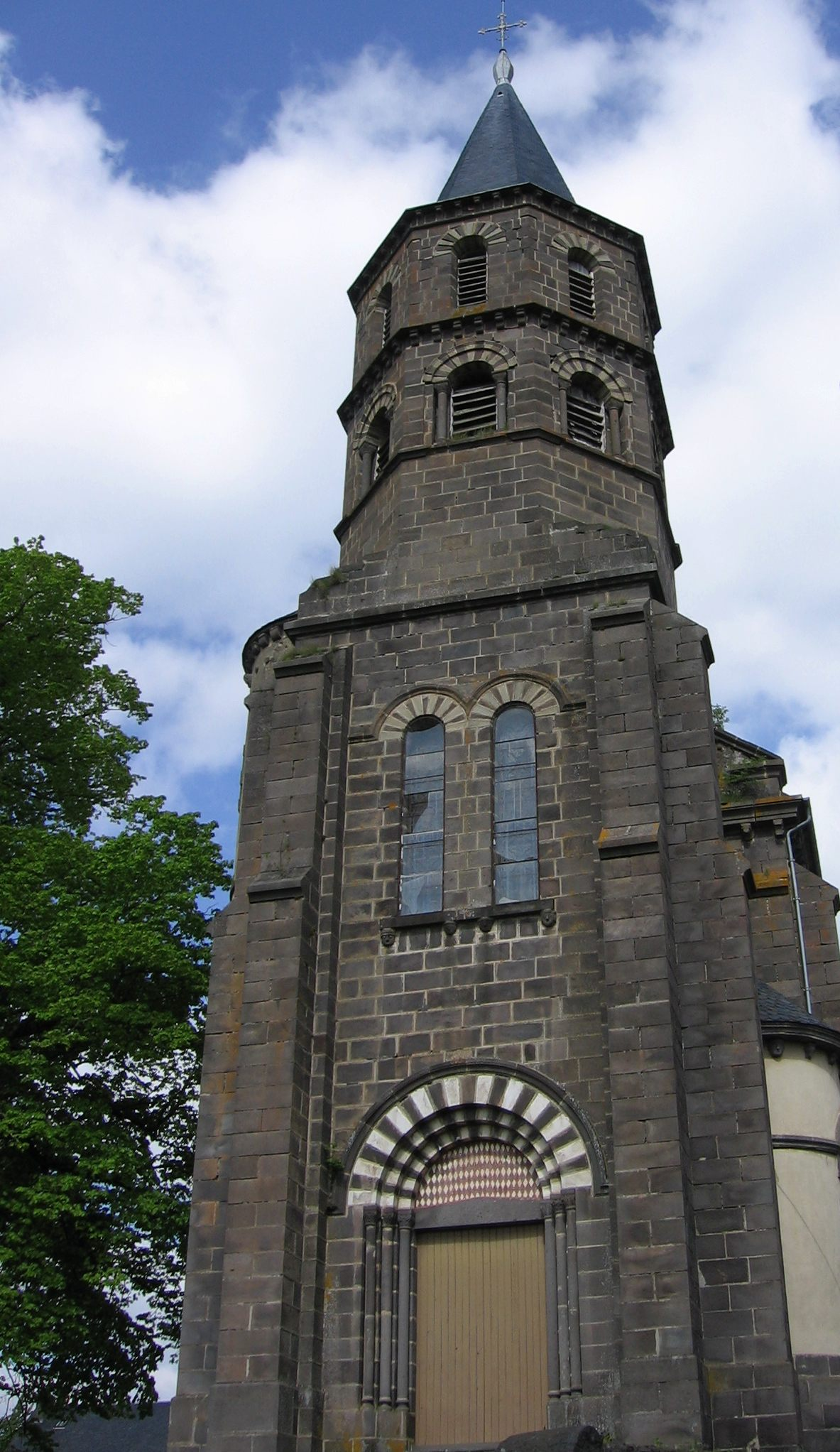
Kirche Saint-Pierre